# ألعاب القوى في الألعاب الأولمبية الصيفية 2024 – سباق 100 متر للرجال
أقيم حدث 100 متر للرجال ضمن مسابقات ألعاب القوى في الألعاب الأولمبية الصيفية 2024 في يومي 3-4 أغسطس في مضمار ملعب فرنسا في باريس. في نهاية الحدث فاز العداء الأمريكي نوا لايلز بالميدالية الذهبية، محققًا أفضل رقم شخصي جديد في سباق 100 متر ومنح الولايات المتحدة أول فوز لها في هذا الحدث منذ عام 2004. واحتل الجامايكي كيشان تومسون المركز الثاني وحصل على الميدالية الفضية. تم تحقيق وقت الفوز البالغ 9.79 بواسطة كل من لايلز وتومسون، لكن لايلز تجاوز الخط أسرع بخمسة أجزاء من الألف من الثانية ليحصل على الميدالية الذهبية. واحتل زميل لايلز فريد كيرلي المركز الثالث بزمن قدره 9.81، ليفوز بالميدالية البرونزية.

### الحائزون على الميداليات
| حدث                       | الذهبية                      | الفضية                 | البرونزية                     |
| ------------------------- | ---------------------------- | ---------------------- | ----------------------------- |
| نهائي سباق 100 متر للرجال | الولايات المتحدة · نوا لايلز | جامايكا · كيشان تومسون | الولايات المتحدة · فريد كيرلي |

## ملخص
تعتبر هذه هي المرة الثلاثين التي أقيمت فيها منافسات سباق 100 متر للرجال في الألعاب الأوليمبية الصيفية. ومن المثير أن النهائي ضم ستة عدائيين سجلوا أفضل 25 رقمًا قياسيًا على الإطلاق في سباق 100 متر، مما يجعل هذا النهائي واحدًا من أكثر النهائيات تنافسًا في التاريخ، حيث كان الفارق بين أسرع رجل في الميدان فريد كيرلي (9.76 ثانية) وأبطأ رجل كيني بيدناريك (9.87 ثانية) 0.11 ثانية فقط. وللمرة الأولى في تاريخ سباق 100 متر، تنافس في النهائي 8 رجال ركضوا جميعًا بأقل من 10 ثوانٍ في الدور نصف النهائي. في الواقع، ركض 12 من أصل 27 متسابقًا في الدور نصف النهائي بأقل من 10 ثوانٍ، وكان الفارق بين كيني بيدناريك صاحب المركز الثامن في الدور نصف النهائي وأندريه دي جراس صاحب المركز الثاني عشر 0.05 ثانية فقط.
جاء نوا لايلز في المركز الأول، متقدمًا بفارق 0.005 ثانية عن صاحب المركز الثاني كيشان تومسون، مسجلاً بذلك أحد أقرب المراكز من الأول إلى الثاني في تاريخ سباق 100 متر الأولمبي.
```
سجل كلاهما أوقاتًا بلغت 9.79 ثانية؛ ومع ذلك، كان وقت لايلز 9.784 ثانية، بينما كان وقت تومسون 9.789 ثانية. كانت انطلاقت لايلز بطيئة في البداية وحتى علامة 85 مترًا وخارج المنافسة على الميداليات. فيما كان تومسون متقدمًا طوال السباق حتى آخر بوصات من السباق، حيث عاد لايلز ليخطف الصدارة.
```

خلال النهائي كان تومسون في المسار 4 باعتباره أسرع متأهل بوقت 9.80 ثانية (كان أيضًا أسرع رجل في العالم هذا العام). احتوى المساران 6 و7 على أوبليك سيفيل ونوا لايلز على التوالي. كان هذان الرجلان قد تنافسا في إحدى تصفيات نصف النهائي، حيث تفوق أوبليك على لايلز بزمن 9.81 ثانية فيما حقق لايلز 9.83 ثانية. كان فريد كيرلي، الذي فاز بالميدالية الفضية في الألعاب الأولمبية الصيفية 2020، في المسار 3 باعتباره رابع أسرع متأهل بزمن 9.84 ثانية.
حقق أصحاب المراكز من 5 إلى 8 أسرع أوقات في التاريخ لتلك المراكز. كان الفارق الزمني بين المركز الأول والثامن 0.12 ثانية فقط، وهو أقرب وأسرع سباق 100 متر في التاريخ، والمرة الأولى في التاريخ التي يكسر فيها الميدان بأكمله حاجز 10 ثوانٍ في سباق تنافسي.
أنهى فريد كيرلي السباق بأفضل وقت في الموسم حيث احتل المركز الثالث بفارق 0.01 ثانية فقط عن أكاني سيمبيني، الذي سجل رقمًا قياسيًا وطنيًا جديدًا لجنوب إفريقيا بزمن 9.82 ثانية، محسنًا وقته من أولمبياد 2020 حيث احتل المركز الرابع أيضًا. مارسيل جاكوبس، الفائز بالميدالية الذهبية في بطولة 100 متر الأولمبية 2020، أنهى السباق في المركز الخامس بزمن 9.85 ثانية، وهو أيضًا أفضل زمن له هذا الموسم. وفي المركز السادس، جاء ليتسيل تيبوجو (الذي حطم الرقم القياسي العالمي لسباق 300 متر في فبراير) الذي سجل أيضًا رقمًا قياسيًا وطنيًا لبوتسوانا بزمن 9.86 ثانية.
كان زمن كيرلي البالغ 9.81 ثانية أيضًا أسرع زمن في التاريخ لأي رجل لم يحتل المركز الأول أو الثاني في النهائي أو لم يفز بسباق نصف النهائي. وكان من اللافت للنظر غياب فرديناند أومانيالا عن النهائي، والذي سجل ثاني أسرع زمن في عام 2024 قبل 6 أسابيع فقط في يونيو.
كان فوز لايلز هو أول ميدالية ذهبية أمريكية في سباق 100 متر منذ فوز جاستن جاتلين في عام 2004. كما سجل لايلز أفضل زمن له هذا الموسم وأفضل زمن شخصي له بفوزه. كان السباق متقاربًا للغاية، حتى أن لي ديفي الذي اتصل بالسباق لصالح قناة إن بي سي سبورتس الأمريكية أعلن فوز الجامايكي كيشان تومسون، متجاهلًا الأمريكي نوا لايلز.
سجل المتسابقون الستة الأوائل أوقاتًا كانت ستضمن لهم الفوز بالميدالية الذهبية أو الفضية أو البرونزية في كل سباق 100 متر أولمبي سابق (باستثناء 2012). في الواقع، كان زمن صاحب المركز السادس ليتسيل تيبوجو البالغ 9.86 ثانية كافيًا للفوز بالميدالية الفضية في كل سباق 100 متر أولمبي باستثناء 2012 و2020.

## خلفية
كان سباق 100 متر للرجال موجودًا في برنامج ألعاب القوى الأوليمبية الصيفية منذ 1896. يعتبر سباق 100 متر أحد أحداث الشريط الأزرق في الألعاب الأولمبية وهو من بين أعلى المسابقات شهرة في الألعاب. إنه سباق 100 متر الأكثر شهرة على مستوى النخبة وهو أقصر سباقات العدو السريع في الألعاب الأولمبية - وهو المركز الذي احتله في كل نسخة باستثناء فترة وجيزة بين عامي 1900 و1904، عندما تم التنافس على سباق 60 مترًا للرجال. بدأ موسم 2024 ببطء، حرفيًا. كان أفضل وقت في العالم في أبريل هو 9.93 من قبل عداء المدرسة الثانوية الأمريكي البالغ من العمر 17 عامًا كريستيان ميلر، بينما تم الفوز بسباقات النخبة مثل دوري الماس في أوقات أبطأ من 10 ثوانٍ. في يونيو، أصبحت الأوقات سريعة فجأة. كان متصدرو الموسم هم كيشان تومسون برقم 9.77، فرديناند أومانيالا 9.79، بطل العالم الحالي نوح لايلز 9.80 وأوبليك سيفيل 9.82. عاد جميع المتسابقين من قبل ثلاث سنوات، حامل اللقب مارسيل جاكوبس وفريد كيرلي وأندريه دي جراس.
| السجل                 | رياضي (البلد)      | الوقت (s) | المكان                | التاريخ       |
| --------------------- | ------------------ | --------- | --------------------- | ------------- |
| الرقم القياسي العالمي | يوسين بولت (JAM)   | 9.58      | برلين، ألمانيا        | 16 أغسطس 2009 |
| الرقم الأولمبي        | يوسين بولت (JAM)   | 9.63      | لندن، المملكة المتحدة | 5 أغسطس 2012  |
| الرقم الرائد عالمياً   | كيشان تومسون (JAM) | 9.77      | كينغستون، جامايكا     | 28 يونيو 2024 |

| سجل المنطقة                                                      | الرياضي (الدولة)       | الوقت (الثواني) |
| ---------------------------------------------------------------- | ---------------------- | --------------- |
| أفريقيا (الأرقام القياسية)                                       | فرديناند أوموروا (KEN) | 9.77            |
| آسيا (الأرقام القياسية)                                          | سو بينغتيان (CHN)      | 9.83            |
| أوروبا (قائمة السجلات الأوروبية في الرياضة ‏)                     | مارسيل جاكوبس (ITA)    | 9.80            |
| أمريكا الشمالية والوسطى ومنطقة البحر الكاريبي (الأرقام القياسية) | يوسين بولت (JAM)       | 9.58 ر.ع        |
| أوقيانوسيا (الأرقام القياسية)                                    | باتريك جونسون (AUS)    | 9.93            |
| أمريكا الجنوبية (الأرقام القياسية)                               | فيليبي باردي (BRA)     | 9.96            |

## شكل المنافسة
استمر الحدث في تقديم التصفيات التمهيدية بالإضافة إلى ثلاث جولات رئيسية تم تقديمها في عام 2012. تنافس الرياضيون الذين لا يستوفون معيار التأهيل (أي تم إدخالهم من خلال أماكن عالمية) في التصفيات التمهيدية؛ أولئك الذين استوفوا المعيار بدأوا في الجولة الأولى.. لم يستخدم سباق 100 متر جولات الإعادة الجديدة المقدمة للسباقات الأخرى في عام 2024، حيث كانت هناك بالفعل أربع جولات بسبب التصفيات التمهيدية.
بالنسبة للجولة التمهيدية، تقدم أفضل 2 في كل من التصفيات الستة بالإضافة إلى أسرع 4 تصفيات إجمالية تالية إلى الجولة الأولى، وانضموا إلى المتأهلين التلقائيين. في الجولة الأولى، تقدم أفضل 3 في كل من التصفيات الثمانية بالإضافة إلى أسرع 3 تصفيات إجمالية تالية إلى الدور نصف النهائي (مما يجعل 27 متأهلاً لنصف النهائي الإجمالي). كان أفضل 2 في كل من التصفيات الثلاثة نصف النهائية، بالإضافة إلى أسرع 2 تصفيات إجمالية تالية، هم المتأهلون الثمانية للنهائيات.

## التأهيل
بالنسبة لسباق 100 متر للرجال، كانت فترة التأهيل بين 1 يوليو 2023 و30 يونيو 2024. تمكن 56 رياضيًا من التأهل للحدث، بحد أقصى ثلاثة رياضيين لكل دولة، من خلال الركض وفقًا لمعيار الدخول 10.00 ثانية أو أسرع أو حسب تصنيف ألعاب القوى العالمي لهذا الحدث. تم منح أماكن لأولئك الرياضيين الذين لم يتأهلوا في أي حدث آخر.

## النتائج

### التصفيات التمهيدية
أقيمت الجولة التمهيدية في 3 أغسطس، بدءًا من الساعة 10:35 (UTC+2) صباحًا. على عكس الأحداث الأخرى من 200 متر إلى 1500 متر، لم يتم تضمين جولة "إعادة" في سباق 100 متر. بدلاً من ذلك، سبقت الجولة الأولى جولة تمهيدية للرياضيين الذين لديهم أوقات تأهيل أبطأ. تخطى الرياضيون البالغ عددهم 56 رياضيًا المؤهلين لدخول الحدث من خلال تحقيق معيار التأهيل أو من خلال التصنيف هذه الجولة. تنافس الرياضيون البالغ عددهم 46 رياضيًا الذين دخلوا من خلال الأماكن العالمية أو المدعوة.
قواعد التأهيل: يتقدم أول 2 في كل سباق (Q) وأفضل 4 من الرياضيين المتبقين (q) إلى الجولة 1.

#### التصفيات 1
| المركز | المسار | العداء            | البلد       | الوقت          | الملاحظات |
| ------ | ------ | ----------------- | ----------- | -------------- | --------- |
| 1      | 2      | إبراهيما كامارا   | غامبيا      | 10.29          | Q         |
| 2      | 3      | موهد عظيم فهمي    | ماليزيا     | 10.42          | Q         |
| 3      | 4      | مارك برايان لويس  | سنغافورة    | 10.43          | q         |
| 4      | 5      | شا محمود نور زاهي | أفغانستان   | 10.64          | NR        |
| 5      | 6      | سيكو كمارا        | غينيا بيساو | 10.76          |           |
| 6      | 7      | وليام ريد         | جزر مارشال  | 11.29          | PB        |
| 7      | 8      | كارالو مايبوكا    | توفالو      | 11.30          | NR        |
|        |        |                   |             | Wind: +0.6 m/s |           |

#### التصفيات 2
| المركز | المسار | العداء            | البلد                  | الوقت          | الملاحظات |
| ------ | ------ | ----------------- | ---------------------- | -------------- | --------- |
| 1      | 2      | دافونتي هويل      | جزر كايمان             | 10.31          | Q         |
| 2      | 4      | سيبوسيسو ماتسنجوا | إسواتيني               | 10.39          | Q         |
| 3      | 6      | ديدييه كيكي       | بنين                   | 10.76 (.755)   |           |
| 4      | 5      | هيرفي توماندجي    | جمهورية إفريقيا الوسطى | 10.76 (.760)   |           |
| 5      | 7      | كناز كانيويتي     | كيريباتي               | 11.29          | PB        |
| 6      | 8      | داركو بيشيتش      | الجبل الأسود           | 11.85          |           |
| —      | 3      | ستيفين سابينو     | موزمبيق                | DQ             | TR 16.8   |
|        |        |                   |                        | Wind: -0.3 m/s |           |

#### التصفيات 3
| المركز | المسار | العداء           | البلد         | الوقت          | الملاحظات |
| ------ | ------ | ---------------- | ------------- | -------------- | --------- |
| 1      | 2      | نوا بيبي         | موريشيوس      | 10.27          | Q         |
| 2      | 5      | فرانكو بوراج     | ألبانيا       | 10.60 (.596)   | Q, PB     |
| 3      | 4      | فافوريس موزرابوف | طاجيكستان     | 10.60 (.597)   |           |
| 4      | 3      | ديو تشون هي      | هونغ كونغ     | 10.62          |           |
| 5      | 6      | ميليك غارسيا     | هندوراس       | 10.76          |           |
| 6      | 7      | ريجا غاردينر     | مدغشقر        | 10.82          | PB        |
| 7      | 9      | مانويل أتايدي    | تيمور الشرقية | 11.35          | NR        |
| 8      | 8      | سامر اليافعي     | اليمن         | 11.54          | PB        |
|        |        |                  |               | Wind: +0.1 m/s |           |

#### التصفيات 4
| المركز | المسار | العداء          | البلد                     | الوقت          | الملاحظات |
| ------ | ------ | --------------- | ------------------------- | -------------- | --------- |
| 1      | 2      | كريستوفر بورزور | هايتي                     | 10.26          | Q         |
| 2      | 4      | ماركوس سانتوس   | أنغولا                    | 10.31          | Q, NR     |
| 3      | 3      | هاشم معروفو     | جزر القمر                 | 10.44          | q         |
| 4      | 9      | طه حسين ياسين   | العراق                    | 10.51          | q, PB     |
| 5      | 5      | إيبادولا آدم    | المالديف                  | 10.55          | PB        |
| 6      | 6      | شون جيل         | بليز                      | 11.17          |           |
| 7      | 8      | سكوت فيتي       | ولايات ميكرونيسيا المتحدة | 11.61          | SB        |
| 8      | 7      | أحمد السباعي    | ليبيا                     | 11.89          |           |
|        |        |                 |                           | Wind: +0.2 m/s |           |

#### التصفيات 5
| المركز | المسار | العداء            | البلد                       | الوقت          | الملاحظات |
| ------ | ------ | ----------------- | --------------------------- | -------------- | --------- |
| 1      | 3      | ناكيل هاريس       | سانت كيتس ونيفيس            | 10.33          | Q         |
| 2      | 2      | لالو محمد زهري    | إندونيسيا                   | 10.35          | Q         |
| 3      | 4      | فودي سيسوكو       | مالي                        | 10.66          |           |
| 4      | 7      | جوزيف غرين        | غوام                        | 10.85          | SB        |
| 5      | 6      | وينزار كاكيويا    | ناورو                       | 11.15          |           |
| 6      | 9      | ريميخيو سانتاندر  | غينيا الاستوائية            | 11.65          | SB        |
| 7      | 8      | ماليسيلو فوفوفوكا | تونغا                       | 12.11          | PB        |
| —      | 5      | دومينيك مولامبا   | جمهورية الكونغو الديمقراطية | 10.54 DQ       | q, SB     |
|        |        |                   |                             | Wind: -0.4 m/s |           |

في 11 أغسطس 2024، تم إصدار إيقاف مؤقت لمولامبا (بسبب نتيجة تحليلية سلبية) وتم استبعاده من سباق 100 متر للرجال وفقًا لقاعدة مكافحة المنشطات 10.1.

#### التصفيات 6
| المركز | المسار | العداء                 | البلد    | الوقت          | الملاحظات |
| ------ | ------ | ---------------------- | -------- | -------------- | --------- |
| 1      | 2      | أرتور ديليسر           | بنما     | 10.34          | Q         |
| 2      | 4      | ديلان سيكوب            | سيشل     | 10.51          | Q         |
| 3      | 5      | ويسي هوي               | الغابون  | 10.59          |           |
| 4      | 7      | جالين سموث             | سورينام  | 10.64          | PB        |
| 5      | 3      | بيبي غريلو             | مالطا    | 10.69          |           |
| 6      | 8      | إمرانور رحمان          | بنغلاديش | 10.73 (.727)   | SB        |
| 7      | 6      | وايساكي تيوا           | فيجي     | 10.73 (.729)   | SB        |
| 8      | 9      | موهد نور فردوس آر رسيد | بروناي   | 10.86          | SB        |
|        |        |                        |          | Wind: +0.3 m/s |           |

### الجولة الأولى
أقيمت الجولة الأولى في 3 أغسطس، بدءًا من الساعة 11:45 (UTC+2) صباحًا.

#### التصفيات 1
| المركز | المسار | العداء                | البلد           | الوقت          | الملاحظات |
| ------ | ------ | --------------------- | --------------- | -------------- | --------- |
| 1      | 5      | كيشان تومسون          | جامايكا         | 10.00          | Q         |
| 2      | 6      | بنيامين أزاماتي كواكو | غانا            | 10.08          | Q         |
| 3      | 1      | رينالدو إسبينوزا      | كوبا            | 10.11          | Q         |
| 4      | 2      | فيليبي باردي          | البرازيل        | 10.18          |           |
| 5      | 9      | أكيهيرو هيغاشيدا      | اليابان         | 10.19          |           |
| 6      | 3      | لالو محمد زهري        | إندونيسيا       | 10.26          |           |
| 7      | 8      | كايهان أوزير          | تركيا           | 10.34          |           |
| 8      | 7      | سيبوسيسو ماتسنجوا     | إسواتيني        | 10.39          |           |
|        | 4      | جيرميا أزو            | بريطانيا العظمى | DQ             | TR 16.8   |
|        |        |                       |                 | Wind: +0.6 m/s |           |

#### التصفيات 2
| المركز | المسار | العداء           | البلد            | الوقت          | الملاحظات |
| ------ | ------ | ---------------- | ---------------- | -------------- | --------- |
| 1      | 2      | فرديناند أوموروا | كينيا            | 10.08          | Q         |
| 2      | 1      | تشيتورو علي      | إيطاليا          | 10.12          | Q         |
| 3      | 7      | جوشوا هارتمان    | ألمانيا          | 10.16          | Q         |
| 4      | 4      | جوشوا أزوباردي   | أستراليا         | 10.20          |           |
| 5      | 6      | ديفين أوغستين    | ترينيداد وتوباغو | 10.31          |           |
| 6      | 9      | إريك كاردوسو     | البرازيل         | 10.35 (.344)   |           |
| 7      | 3      | أرتور ديليسر     | بنما             | 10.35 (.347)   |           |
| 8      | 5      | جوني رينتيريا    | كولومبيا         | 10.38          |           |
| 9      | 8      | موهد عظيم فهمي   | ماليزيا          | 10.45          |           |
|        |        |                  |                  | Wind: +0.2 m/s |           |

#### التصفيات 3
| المركز | المسار | العداء           | البلد            | الوقت          | الملاحظات |
| ------ | ------ | ---------------- | ---------------- | -------------- | --------- |
| 1      | 3      | لوي هينكليف      | بريطانيا العظمى  | 9.98           | Q         |
| 2      | 6      | نوا لايلز        | الولايات المتحدة | 10.04          | Q         |
| 3      | 4      | شون ماسوانغاني   | جنوب إفريقيا     | 10.06          | Q         |
| 4      | 7      | تشي زيني         | الصين            | 10.16          |           |
| 5      | 5      | أوين انساه       | ألمانيا          | 10.22          |           |
| 6      | 8      | علي أنور البلوشي | عمان             | 10.26          |           |
| 7      | 1      | ناكيل هاريس      | سانت كيتس ونيفيس | 10.38          |           |
| 8      | 2      | ماركوس فوكس      | النمسا           | 10.59          |           |
| 9      | 9      | ديلان سيكوبو     | سيشل             | 10.62          |           |
|        |        |                  |                  | Wind: -0.2 m/s |           |

#### التصفيات 4
| المركز | المسار | العداء                | البلد       | الوقت         | الملاحظات |
| ------ | ------ | --------------------- | ----------- | ------------- | --------- |
| 1      | 6      | أوبليك سيفيل          | جامايكا     | 9.99          | Q         |
| 2      | 4      | عبد الحكيم ساني براون | اليابان     | 10.02         | Q         |
| 3      | 2      | بوريبول بونسون        | تايلاند     | 10.13         | Q         |
| 4      | 3      | فافور آش              | نيجيريا     | 10.16         | q         |
| 5      | 5      | دوان أسيموتا          | كندا        | 10.17         |           |
| 6      | 7      | تيرينس جونز           | جزر البهاما | 10.31         |           |
| 7      | 1      | ماركوس سانتوس         | أنغولا      | 10.40         |           |
| 8      | 8      | فرانكو بوراج          | ألبانيا     | 10.66         |           |
| 9      | 9      | أوليفر فدوفيك         | بولندا      | 11.53         |           |
|        |        |                       |             | Wind: 0.0 m/s |           |

#### التصفيات 5
| المركز | المسار | العداء                   | البلد        | الوقت          | الملاحظات |
| ------ | ------ | ------------------------ | ------------ | -------------- | --------- |
| 1      | 2      | كاينسولا أجايي           | نيجيريا      | 10.02          | Q         |
| 2      | 4      | مارسيل جاكوبس            | إيطاليا      | 10.05          | Q         |
| 3      | 5      | عبدالرشيد سامينو         | غانا         | 10.06 (.053)   | Q         |
| 4      | 6      | بنيامين ريتشاردسون       | جنوب إفريقيا | 10.06 (.060)   | q         |
| 5      | 1      | حسن تفتيان               | إيران        | 10.18          | SB        |
| 6      | 3      | دافونتي هويل             | جزر كايمان   | 10.24 (.232)   |           |
| 7      | 9      | هنريك لارسون             | السويد       | 10.24 (.232)   |           |
| 8      | 7      | باولو أندريه دي أوليفيرا | البرازيل     | 10.46          |           |
|        | 8      | مارك برايان لويس         | سنغافورة     | DNS            |           |
|        |        |                          |              | Wind: -0.3 m/s |           |

#### التصفيات 6
| المركز | المسار | العداء            | البلد                  | الوقت          | الملاحظات |
| ------ | ------ | ----------------- | ---------------------- | -------------- | --------- |
| 1      | 5      | أكاني سيمبين      | جنوب إفريقيا           | 10.03          | Q         |
| 2      | 3      | أكيم بليك         | جامايكا                | 10.06          | Q         |
| 3      | 4      | ريكوي براثويت     | جزر العذراء البريطانية | 10.13          | Q         |
| 4      | 1      | إبراهيما كامارا   | غامبيا                 | 10.21          |           |
| 5      | 2      | وانيا ماكوي       | جزر البهاما            | 10.24          |           |
| 6      | 8      | روهان براونينج    | أستراليا               | 10.29          | =SB       |
| 7      | 9      | سيمون هانسن       | الدنمارك               | 10.39          |           |
| 8      | 6      | إيمانويل أرشيبالد | غيانا                  | 10.40          |           |
| 9      | 7      | هاشم معروفو       | جزر القمر              | 10.52          |           |
|        |        |                   |                        | Wind: -1.1 m/s |           |

#### التصفيات 7
| المركز | المسار | العداء            | البلد               | الوقت          | الملاحظات |
| ------ | ------ | ----------------- | ------------------- | -------------- | --------- |
| 1      | 2      | كيني بدناريك      | الولايات المتحدة    | 9.97           | Q         |
| 2      | 1      | إمانويل إيسيم     | الكاميرون           | 9.98           | Q, SB     |
| 3      | 5      | أندريه دي غراسي   | كندا                | 10.07          | Q         |
| 4      | 4      | إيمانويل ماتادي   | ليبيريا             | 10.08          | q         |
| 5      | 6      | ريو إيشيرو ساكاي ‏ | اليابان             | 10.17          |           |
| 6      | 3      | نوا بيبي          | موريشيوس            | 10.19          |           |
| 7      | 7      | رونال لونغا       | كولومبيا            | 10.29          | =SB       |
| 8      | 8      | خوسيه غونزاليس    | جمهورية الدومينيكان | 10.40          |           |
| 9      | 9      | طه حسين ياسين     | العراق              | 10.50          | PB        |
|        |        |                   |                     | Wind: +0.3 m/s |           |

#### التصفيات 8
| المركز | المسار | العداء          | البلد                                                   | الوقت          | الملاحظات |
| ------ | ------ | --------------- | ------------------------------------------------------- | -------------- | --------- |
| 1      | 5      | فريد كيرلي      | الولايات المتحدة                                        | 9.97           | Q         |
| 2      | 2      | ليتسيل تيبوجو   | بوتسوانا                                                | 10.01          | Q         |
| 3      | 4      | زارنيل هيوز     | بريطانيا العظمى                                         | 10.03          | Q         |
| 4      | 3      | سيجاي غرين      | أنتيغوا وباربودا                                        | 10.17          |           |
| 5      | 1      | كريستوفر بورزور | هايتي                                                   | 10.28          |           |
| 6      | 6      | آرثر سيسيه      | ساحل العاج                                              | 10.31          |           |
| 8      | 9      | دوريان كيليتيلا | فريق الرياضيين الأولمبيين اللاجئين في الألعاب الأولمبية | 10.58          |           |
| —      | 7      | هارون براون     | كندا                                                    | DQ             | TR 16.8   |
| —      | 8      | دومينيك مولامبا | جمهورية الكونغو الديمقراطية                             | 10.53 DQ       | SB        |
|        |        |                 |                                                         | Wind: +0.2 m/s |           |

### الدور نصف النهائي
أقيمت مباريات الدور نصف النهائي يوم 4 أغسطس، ابتداءً من الساعة 20:00 (UTC+2) في المساء.

#### التصفيات 1
| المركز | المسار | العداء                | البلد                  | الوقت          | الملاحظات |
| ------ | ------ | --------------------- | ---------------------- | -------------- | --------- |
| 1      | 6      | أوبليك سيفيل          | جامايكا                | 9.81           | Q, PB     |
| 2      | 4      | نوا لايلز             | الولايات المتحدة       | 9.83           | Q         |
| 3      | 5      | لوي هينكليف           | بريطانيا العظمى        | 9.97           |           |
| 4      | 7      | إمانويل إيسيم         | الكاميرون              | 10.00          |           |
| 5      | 9      | شون ماسوانغاني        | جنوب إفريقيا           | 10.02          | SB        |
| 6      | 1      | فافور آش              | نيجيريا                | 10.08          |           |
| 7      | 8      | تشيتورو علي           | إيطاليا                | 10.14          |           |
| 8      | 2      | ريكوي براثويت         | جزر العذراء البريطانية | 10.15          |           |
| 9      | 3      | بنيامين أزاماتي كواكو | غانا                   | 10.17          |           |
|        |        |                       |                        | Wind: +0.7 m/s |           |

#### التصفيات 2
| المركز | المسار | العداء           | البلد            | الوقت         | الملاحظات |
| ------ | ------ | ---------------- | ---------------- | ------------- | --------- |
| 1      | 5      | أكاني سيمبين     | جنوب إفريقيا     | 9.87          | Q         |
| 2      | 4      | ليتسيل تيبوجو    | بوتسوانا         | 9.91          | Q         |
| 3      | 8      | مارسيل جاكوبس    | إيطاليا          | 9.92          | q, SB     |
| 4      | 7      | كيني بدناريك     | الولايات المتحدة | 9.93          | q         |
| 5      | 3      | أكيم بليك        | جامايكا          | 10.06         |           |
| 6      | 6      | كاينسولا أجايي   | نيجيريا          | 10.13         |           |
| 7      | 9      | جوشوا هارتمان    | ألمانيا          | 10.16         |           |
| 8      | 2      | إيمانويل ماتادي  | ليبيريا          | 10.18         |           |
| 9      | 1      | رينالدو إسبينوزا | كوبا             | 10.21         |           |
|        |        |                  |                  | Wind: 0.0 m/s |           |

#### التصفيات 3
| المركز | المسار | العداء                | البلد            | الوقت          | الملاحظات |
| ------ | ------ | --------------------- | ---------------- | -------------- | --------- |
| 1      | 4      | كيشان تومسون          | جامايكا          | 9.80           | Q         |
| 2      | 7      | فريد كيرلي            | الولايات المتحدة | 9.84           | Q         |
| 3      | 9      | بنيامين ريتشاردسون    | جنوب إفريقيا     | 9.95           |           |
| 4      | 5      | عبد الحكيم ساني براون | اليابان          | 9.96           | PB        |
| 5      | 2      | أندريه دي غراسي       | كندا             | 9.98           | SB        |
| 6      | 3      | زارنيل هيوز           | بريطانيا العظمى  | 10.01          |           |
| 7      | 8      | عبدالرشيد سامينو      | غانا             | 10.05          |           |
| 8      | 6      | فرديناند أوموروا      | كينيا            | 10.08          |           |
| 9      | 1      | بوريبول بونسون        | تايلاند          | 10.14          |           |
|        |        |                       |                  | Wind: +0.5 m/s |           |

### النهائي
أقيمت حدث النهائي في مساء يوم 04 أغسطس 2024، ابتداءً من الساعة 21:55 (UTC+2).
| المركز | المسار | العداء        | البلد            | الوقت          | الملاحظات      |
| ------ | ------ | ------------- | ---------------- | -------------- | -------------- |
| الأول  | 7      | نوا لايلز     | الولايات المتحدة | 9.79 (9.784)   | PB             |
| الثاني | 4      | كيشان تومسون  | جامايكا          | 9.79 (9.789)   |                |
| الثالث | 3      | فريد كيرلي    | الولايات المتحدة | 9.81           | SB             |
| 4      | 5      | أكاني سيمبين  | جنوب إفريقيا     | 9.82           | NR             |
| 5      | 9      | مارسيل جاكوبس | إيطاليا          | 9.85           | SB             |
| 6      | 8      | ليتسيل تيبوجو | بوتسوانا         | 9.86           | NR             |
| 7      | 2      | كيني بدناريك  | الولايات المتحدة | 9.88           |                |
| 8      | 6      | أوبليك سيفيل  | جامايكا          | 9.91           |                |
| مصدر:  | مصدر:  | مصدر:         | مصدر:            | Wind: +1.0 m/s | Wind: +1.0 m/s |